# Jezioro Kamienne (Polanów)
Der Jezioro Kamienne (deutsch Kamin-See) ist ein Binnensee ganz im Osten der polnischen Woiwodschaft Westpommern und liegt im Gebiet der Stadt- und Landgemeinde Polanów (Pollnow) im Powiat Koszaliński (Kreis Köslin).
Der Jezioro Kamienne liegt nahe der Woiwodschaftsstraße 205 (Ustka (Stolpmünde) - Bobolice (Bublitz)) zwischen Polanów (Pollnow, 10 km) und Bobolice (15 km) in unmittelbarer Nähe von Żydowo (Sydow). In direkter Ufernähe befindet sich im Norden des Sees die kleine Ortschaft Kierzkowo (Grünheide) sowie im Südosten Kamień (Kaminhof) im früher so genannten Kamin-Wald. Von 1898 bis zur Streckenabschnittsstilllegung gab es im Südwesten eine Bahnstation mit dem Namen Kaminsee an der Bahnstrecke Schlawe–Pollnow–Breitenberg der Schlawer Bahnen.
Der Name des Sees leitet sich vom wendischen „Kamen“ ab und bedeutet „Stein“, polnisch: „Kamień“.
Der Jezioro Kamienne umfasst eine Fläche von 112,5 Hektar. Er liegt auf 160 Metern über dem Meeresspiegel und damit mehr als 80 Meter höhe als der nur zwei Kilometer weiter östlich bereits in der Woiwodschaft Pommern gelegene Jezioro Bobięcińskie Wielkie (Großer Papenzin-See). Zusammen mit diesem gehört er zu einer Vielzahl von Seen innerhalb der Pojezierze Bytowski („Bütower Seenplatte“) im Osten der Pommerschen Seenplatte.
Das Seengebiet ist seit uralter Zeit besiedelt gewesen. Im See hat man zwei – nicht mehr erhaltene – Einbäume gefunden. Die Region war 1308 im Besitz der Swenzonen. Diese schenkten am 30. April 1321 den Großen Papenzin-See mit dem Uferrand von 4 Seilen im Umkreis, 200 Hufen zwischen diesem und dem Kamin-See dem Zisterzienser-Kloster Pelplin in Westpreußen. Von dort soll das Gebiet an das Kloster Buckow gekommen sein.
Einst fand man am Ufer des Kamin-Sees bei Eichberg (polnisch: Krzewie), angespült von dem Bach (früher Putk genannt) bei Grünheide (Kierzkowo) einen kiesartigen Sand, der beim Schmieden der ehedem weit über Pommern hinaus bekannten „Sydower Sensen“ für das langsame Abkühlen der Sensenblätter besonders geeignet war. Dieser Kieselsand wurde für den Gebrauch in der Schmiedewerkstatt gewaschen und getrocknet.
Vor 1945 lag der Kamin-See im Landkreis Schlawe im Regierungsbezirk Köslin in der preußischen Provinz Pommern. Der Südostteil gehörte damals zur Gemarkung Breitenberg (Gołogóra), der übrige Teil zur Gemarkung Sydow (Żydowo).

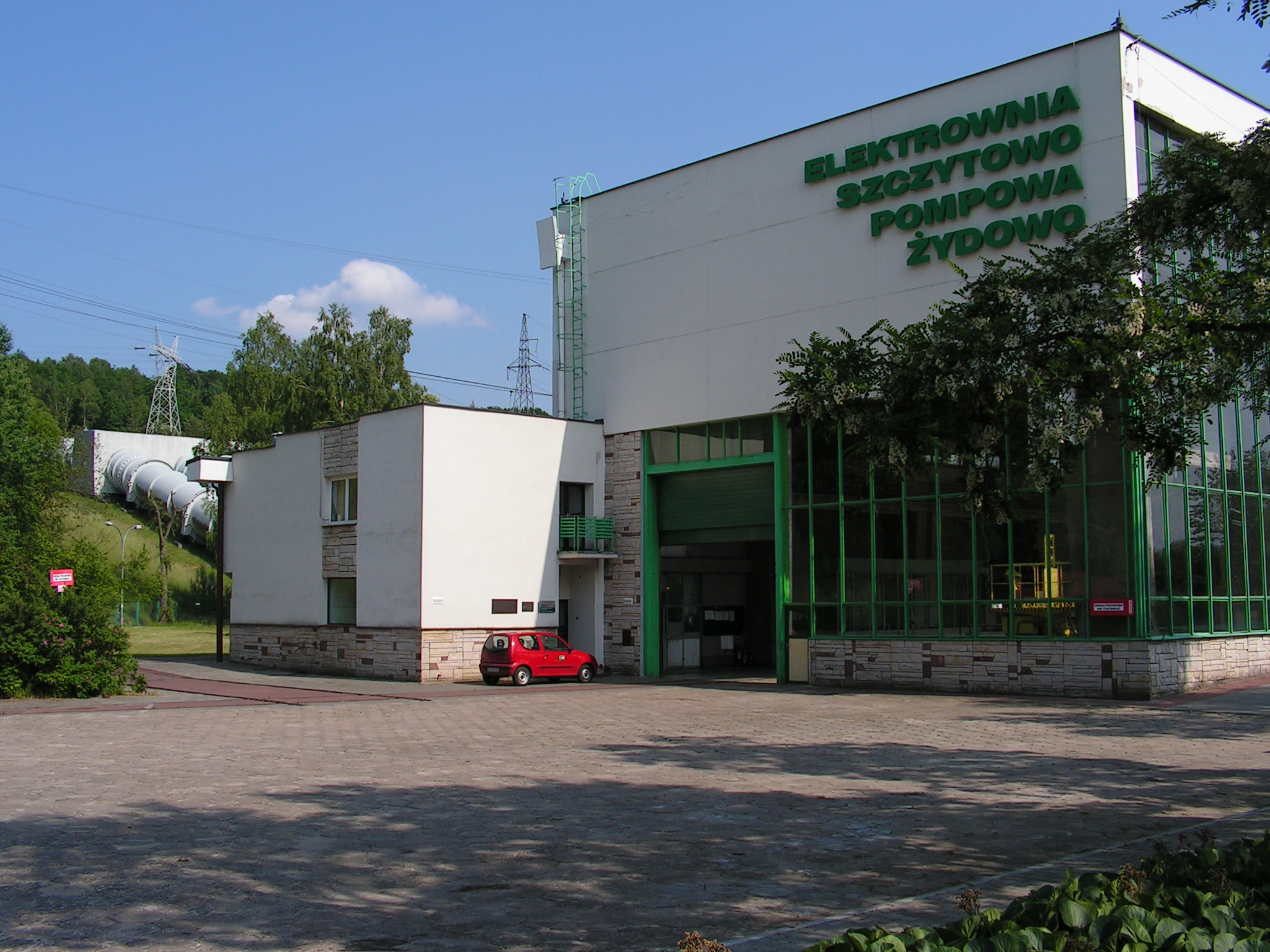
Das Pumpspeicher-Wasserkraftwerk am Jez. Kamienne

Von Bedeutung ist das 1971 von den Polen nach deutschen Plänen errichtete Pumpspeicherkraftwerk Żydowo (Elektrownia Żydowo), das den Höhenunterschied zwischen dem Jezioro Kamienne und dem Jezioro Kwiecko (Nieder-See) nutzt und elektrische Energiekraft erzeugt (mit einer Leistung von 157 Megawatt).
Wo heute sich der See befindet, war früher – so will es die Sage – eine Stadt namens Kamin mit einer großen Kirche. Die Stadt ist untergegangen, doch noch später fand man Balken im See. Dieser Untergang wird wie folgt beschrieben:

„Die Leute in der Stadt Kamin waren böse Zauberer und Hexen, die allen Schabernack zufügten. Einmal soll in der Stadt ein Pferd beschlagen werden. Das wurde dabei unruhig und stieß mit einem Hufe ein paarmal kräftig gegen den Boden, wo gerade ein Stein lag. Der sprang entzwei, und aus der Stelle, wo er gelegen hatte, kam ein Wasserstrahl in die Höhe. Der Stieg immer höher und höher und wurde immer dicker. Schließlich war er höher als die Häuser in der Stadt, die alle überschwemmt wurden und einfielen. Das gin so schnell, daß sich kein Mensch retten konnte. Das soll in einer Neujahrnacht geschehen sein; darum hört man in dieser Nacht die Kirchenglocken vom Grunde des Sees läuten. Die Geister der Hinabgesunkenen kommen empor und waschen ihre Hemden, bis sie ganz weiß sind. Die Mauern der Stadt sind noch heute tief unten zu sehen...“